# Yolqūn Āghāj
Yolqūn Āghāj (persiska: یلقون آغاج, Yūlqūn Āghāch, Yolgūn Āghāj) är en ort i Iran.   Den ligger i provinsen Västazarbaijan, i den nordvästra delen av landet, 400 km väster om huvudstaden Teheran. Yolqūn Āghāj ligger 2 189 meter över havet och antalet invånare är 899.
Terrängen runt Yolqūn Āghāj är lite bergig, och sluttar brant västerut. Runt Yolqūn Āghāj är det ganska glesbefolkat, med 27 invånare per kvadratkilometer. Närmaste större samhälle är Takāb, 7,5 km väster om Yolqūn Āghāj. Trakten runt Yolqūn Āghāj består i huvudsak av gräsmarker.